# Beleza Brasil 2002
Beleza Brasil 2002 foi um concurso nacional realizado exclusivamente para enviar a representante brasileira no certame internacional de Miss Intercontinental, realizado na Alemanha. Participaram da competição mulheres de todos os Estados brasileiros mais o Distrito Federal, totalizando vinte e sete candidatas. A vencedora foi a capixaba Fabíola Maretto Effgen em evento realizado no Tamoyo Esporte Clube localizado na cidade de Cabo Frio, no Rio de Janeiro em Abril do mesmo ano sob a coordenação de Vânea Rabelo.

## Resultados

### Colocações
| Colocação               | Estado e Candidata |
| Beleza Brasil           | - Espírito Santo - Fabíola Effgen |
| 2º. Lugar               | - São Paulo - Gleice Machado |
| 3º. Lugar               | - Ceará - Samila Holanda |
| 4º. Lugar               | - Distrito Federal - Raquel Alves |
| 5º. Lugar               | - Bahia - Tâmara Carvalho |
| (TOP 13) Semifinalistas | - Acre - Maria Cláudia Barreto - Amapá - Patrícia Melo - Goiás - Joyce Queiroz - Mato Grosso - Viviane Serafim - Mato Grosso do Sul - Renata Medrado - Pará - Alinne Aguiar - Piauí - Ingrid Silveira - Santa Catarina - Bruna Vargas |

### Premiações especiais
- O concurso distribuiu três premiações especiais este ano:

| Prêmio              | Estado e Candidata                    |
| Miss Simpatia       | - Distrito Federal - Raquel Alves     |
| Miss Fotogenia      | - Mato Grosso do Sul - Renata Medrado |
| Melhor Traje Típico | - Bahia - Tâmara Carvalho             |

## Jurados
Ajudaram a escolher a vencedora, os seguintes jurados:
| 1. Vera Lúcia Couto, Miss Brasil Internacional 1964; 2. José Assad, secretário de Estado de Cabo Frio; 3. Ilvamar Magalhães, carnavalesco e coreógrafo; 4. Manuela Machado, diretora do Sindicato dos Artistas; 5. Almiza Primo, produtora de moda de Fortaleza; 6. Carlos Victor, secretário de Turismo de Cabo Frio. | 1. Loiane Aiache, Miss Mundo Brasil 1980; 2. David Massena, da TV Serra e Mar. 3. Edgar Haffman, diretor do Jornal dos Sports. 4. Edson Leonardes, diretor de eventos da Pref. de Cabo Frio. 5. Raquel Maria Nogueira, da TV Rio Sul. 6. Ricardo Orsi, diretor da TV Alto Litoral. |

## Belezas regionais
As melhores candidatas por regiões do País:
| Região              | Estado e Candidata              |
| Beleza Centro-Oeste | - Mato Grosso - Viviane Serafim |
| Beleza Nordeste     | - Piauí - Ingrid Silveira       |
| Beleza Norte        | - Acre - Maria Cláudia Barreto  |
| Beleza Sudeste      | - São Paulo - Gleice Machado    |
| Beleza Sul          | - Santa Catarina - Bruna Vargas |

## Candidatas
Competiram pelo título esse ano:
| - Acre - Maria Cláudia Barreto - Alagoas - Ana Bárbara Braun - Amapá - Patrícia Melo - Amazonas - Saara Adla - Bahia - Tâmara Carvalho - Ceará - Samila Holanda - Distrito Federal - Raquel Alves - Espírito Santo - Fabíola Effgen - Goiás - Joyce Queiroz | - Maranhão - Beatriz Coelho - Mato Grosso - Viviane Serafim - Mato Grosso do Sul - Renata Medrado - Minas Gerais - Daniele Duarte - Pará - Alinne Aguiar - Paraíba - Jaqueline Andrade - Paraná - Ana Maria Ribeiro - Pernambuco - Roberta Brasileiro - Piauí - Ingrid Silveira | - Rio de Janeiro - Karla Moreno - Rio Grande do Norte - Fabiane Carvalho - Rio Grande do Sul - Augusta Gauza - Rondônia - Anelise Fernanda Parra - Roraima - Jamilly Braga Benedette - Santa Catarina - Bruna Vargas - São Paulo - Gleice Machado - Sergipe - Samira Wanderley - Tocantins - Indayanna de Paula |

## Crossovers
Possuem um histórico em outros concursos:
| Miss Brasil - 2006: Acre - Maria Cláudia Barreto (2º. Lugar) - (Representando o Estado do Acre) Miss Mundo Brasil - 1996: Goiás - Joyce Queiroz - (Representando o Estado de Goiás) Miss Terra Brasil - 2006: Piauí - Ingrid Silveira (Semifinalista) - (Representando o Estado do Piauí) | Miss Beleza Internacional - 2006: Acre - Maria Cláudia Barreto - (Representando o Brasil, no Japão) Rainha do Peladão - 2003: Amazonas - Saara Adla (Vencedora) - (Representando o Clube 3 B) |